# Hayate Shirowa
Hayate Shirowa (japanisch 城和 隼颯 Shirowa Hayate; * 25. August 1998 in der Präfektur Chiba) ist ein japanischer Fußballspieler.

## Karriere
Hayate Shirowa erlernte das Fußballspielen in der Jugendmannschaft des Erstligisten Kashiwa Reysol sowie in der Universitätsmannschaft der Hōsei-Universität. Seinen ersten Vertrag unterschrieb der Abwehrspieler im Februar 2021 bei Thespakusatsu Gunma. Der Verein aus Kusatsu, einer Stadt in der Präfektur Gunma, spielte in der zweiten japanischen Liga, der J2 League. Sein Zweitligadebüt gab Hayate Shirowa am 28. Februar 2021 im Heimspiel gegen Blaublitz Akita. Hier wurde er in der 68. Minute für den Mannschaftskapitän Kōdai Watanabe eingewechselt. Nach insgesamt 95 Ligaspielen wechselte er im August 2024 zum ebenfalls in der zweiten Liga spielenden Montedio Yamagata.